# Лисенко Віталій Романович
Віта́лій Рома́нович Лисенко (1 липня 1941 — зник безвісти 4 січня 1999) — український хоровий диригент, заслужений діяч мистецтв УРСР, професор Київської консерваторії, почесний громадянин Вишгорода, народний артист України. Правнук композитора Миколи Лисенка, батько диригента, художнього керівника Державного естрадно-симфонічного оркестру Миколи Лисенка молодшого.

## Життєпис
Одружився з Ольгою Всеволодівною, у подружжя народився син Микола.
З 1967 року — Віталій Лисенко постійний консультант та почесний керівник багатьох самодіяльних колективів в УРСР та Україні.
У 1980-х роках працював хормейстером Київського театру опери та балету, також керував самодіяльними хорами.
1982 року — заслужений діяч мистецтв УРСР.
1988 року створено хоровий колектив на київському заводі «Карат», з 1990-го — «народний аматорський хор», 1994 — професійний муніципальний ансамбль пісні і танцю «Вишгород», засновниками були Віталій Лисенко та інженер, ентузіаст хорової справи Олег Мазепа.
З 1991 року — професор Київської консерваторії.
1997 року присвоєно звання почесного громадянина Вишгорода.
З 1998 року отримав звання народного артиста України.
4 січня 1999 року зник безвісти. Згідно з версією міліції — кинувся з мосту. Його син Микола, зауважив, що батько пішов з дому із двома старими скрипками, і висловив припущення, що через них його було викрадено.